# Frans Daneels
Frans Daneels (Kapellen, 2 aprile 1941) è un arcivescovo cattolico belga, dal 16 luglio 2016 segretario emerito del Supremo Tribunale della Segnatura Apostolica.

## Biografia
Frans Daneels è nato a Kapellen il 2 aprile 1941. È cresciuto a Ekeren con i genitori e i cinque fratelli.

### Formazione e ministero sacerdotale
Ha frequentato il collegio "San Michele" di Brasschaat. Terminati gli studi è entrato nell'abbazia di Averbode dei canonici regolari premostratensi. Il 28 agosto 1961 ha emesso la professione solenne.
Il 26 marzo 1966 è stato ordinato presbitero. In seguito è stato inviato a Roma per studi. Nel 1971 ha conseguito il dottorato in diritto canonico presso la Pontificia Università Gregoriana con una tesi intitolata: De subjecto officii ecclesiastici attenta doctrina concilii Vaticani II. Tornato in patria è stato cappellano a Rillaar fino al 1975 e decano della città di Averbode dal 1977 al 1982.
Nel 1982 è stato nominato procuratore generale del suo ordine e si è trasferito a Roma. Ha prestato servizio anche come cappellano delle Suore missionarie della Regina degli Apostoli. Nel 1985 è diventato professore invitato presso la Facoltà di diritto canonico della Pontificia Università Gregoriana. Nel 1987 papa Giovanni Paolo II lo ha nominato promotore di giustizia aggiunto del Supremo tribunale della Segnatura apostolica. Nell'aprile del 1989 lo ha promosso all'ufficio di promotore di giustizia dello stesso tribunale. È stato anche consultore del Pontificio consiglio per i testi legislativi e membro della Commissione disciplinare della Curia romana.

### Ministero episcopale
Il 12 aprile 2008 papa Benedetto XVI lo ha nominato segretario del Supremo tribunale della Segnatura apostolica e vescovo titolare di Bita. Ha ricevuto l'ordinazione episcopale il 1º maggio successivo nella basilica di San Pietro in Vaticano dal cardinale Tarcisio Bertone, Segretario di Stato di Sua Santità, co-consacranti il cardinale Agostino Vallini, prefetto del Supremo tribunale della Segnatura apostolica, e l'arcivescovo Francesco Coccopalmerio, presidente del Pontificio consiglio per i testi legislativi. La Conferenza episcopale belga era rappresentata da monsignor Rémy Victor Vancottem, allora vescovo ausiliare di Malines-Bruxelles.
Il 10 ottobre 2012 lo stesso pontefice lo ha elevato al rango di arcivescovo.
Il 16 luglio 2016 papa Francesco ha accettato la sua rinuncia all'incarico per raggiunti limiti di età.
Lo stesso pontefice lo ha nominato membro del Supremo tribunale della Segnatura apostolica il 30 settembre 2017  e membro della Congregazione delle cause dei santi il 21 ottobre successivo.

## Genealogia episcopale
La genealogia episcopale è:
- Cardinale Scipione Rebiba
- Cardinale Giulio Antonio Santorio
- Cardinale Girolamo Bernerio, O.P.
- Arcivescovo Galeazzo Sanvitale
- Cardinale Ludovico Ludovisi
- Cardinale Luigi Caetani
- Cardinale Ulderico Carpegna
- Cardinale Paluzzo Paluzzi Altieri degli Albertoni
- Papa Benedetto XIII
- Papa Benedetto XIV
- Cardinale Enrique Enríquez
- Arcivescovo Manuel Quintano Bonifaz
- Cardinale Buenaventura Córdoba Espinosa de la Cerda
- Cardinale Giuseppe Maria Doria Pamphilj
- Papa Pio VIII
- Papa Pio IX
- Cardinale Gustav Adolf von Hohenlohe-Schillingsfürst
- Arcivescovo Salvatore Magnasco
- Cardinale Gaetano Alimonda
- Cardinale Agostino Richelmy
- Vescovo Giuseppe Castelli
- Vescovo Gaudenzio Binaschi
- Arcivescovo Albino Mensa
- Cardinale Tarcisio Bertone, S.D.B.
- Arcivescovo Frans Daneels, O.Praem.